# Iso-Hakojärvi och Pieni Hakojärvi
Iso-Hakojärvi och Pieni Hakojärvi eller Hakojärvi är en sjö i Finland. Den ligger i kommunen Hyrynsalmi i landskapet Kajanaland, i den centrala delen av landet, 500 km norr om huvudstaden Helsingfors. Iso-Hakojärvi och Pieni Hakojärvi ligger 183,3 meter över havet. Den är 16,8 meter djup. Arean är 2,82 kvadratkilometer och strandlinjen är 15,59 kilometer lång. Sjön  ingår i Uleälvens huvudavrinningsområde.   Den sträcker sig 3,2 kilometer i nord-sydlig riktning, och 3,0 kilometer i öst-västlig riktning.
I övrigt finns följande i Iso-Hakojärvi och Pieni Hakojärvi:
- Hakosaari (en ö)
- Selkäsaari (en ö)